# 愛丁堡廣場碼頭鐘樓

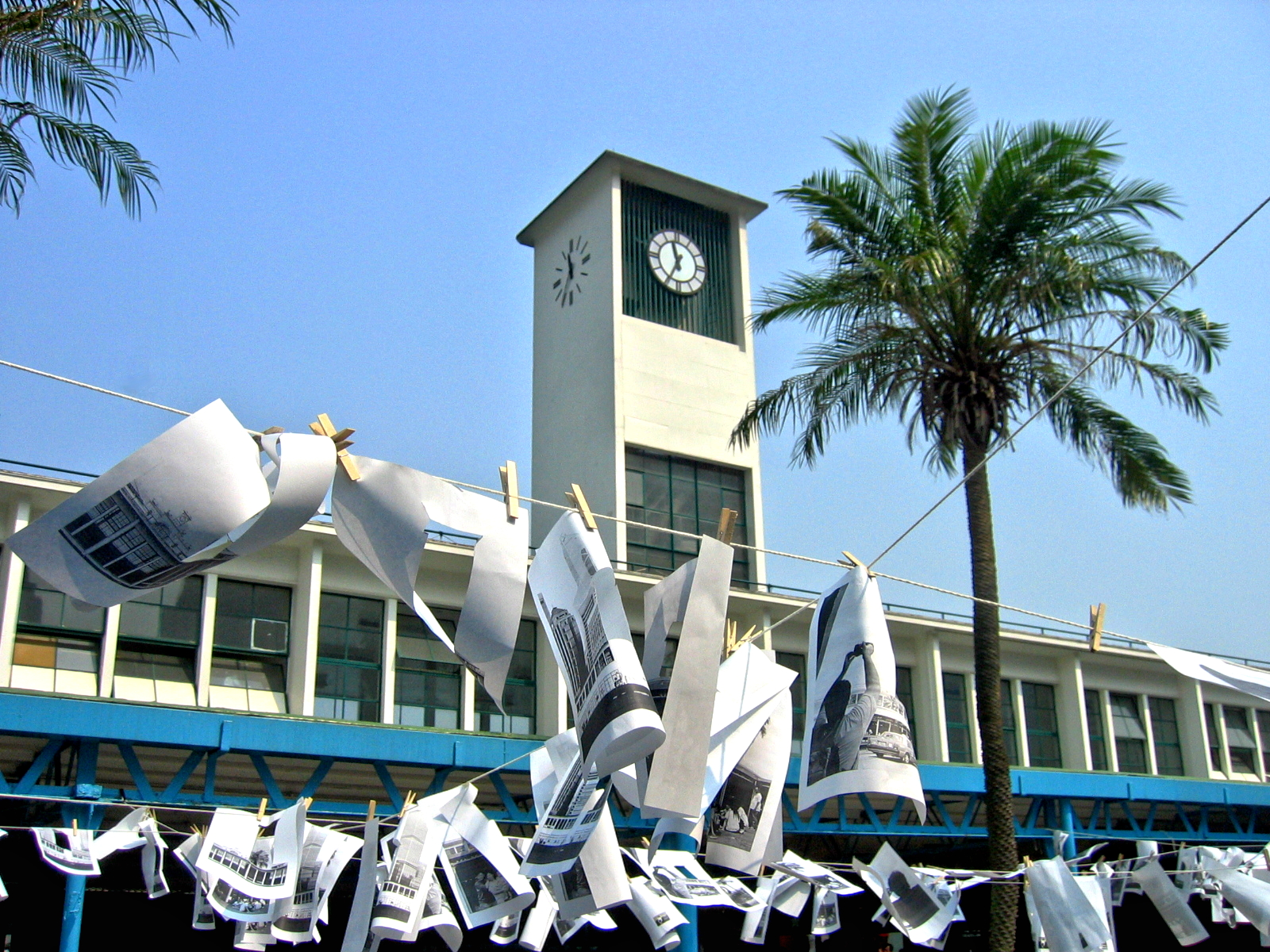
昔日的愛丁堡廣場碼頭鐘樓

愛丁堡廣場碼頭鐘樓（英語：Clock Tower, Edinburgh Place Ferry Pier），即舊中環天星碼頭鐘樓，是香港昔日一個鐘樓，位於香港島中環愛丁堡廣場碼頭建築之上，隨著2006年12月碼頭的拆卸而消失。

## 歷史

### 源由
愛丁堡廣場碼頭鐘樓是一個由比利時皇族送贈給怡和洋行東主，再由怡和洋行的約翰·凱撒克（John Keswick）轉贈給天星小輪公司的大鐘，並跟隨碼頭於1958年建成，為維多利亞港兩岸的市民報時。

### 拆卸
直至中環填海計劃施工，鐘樓在2006年11月12日凌晨12時「最後的鐘聲」12響之後隨即關燈，結束48年的服務。鐘樓的拆除遭到社會輿論，有意見認為鐘樓應該保留。同年12月12日，有十多名示威者走入天星碼頭地盤企圖阻止工人拆除，外面亦有數十名示威者。香港立法會亦為此休會辯論，但工程沒有停止。
12月15日，有關工程即日向環保署申請噪音許可書獲即日批准，並即通宵拆卸鐘樓，終於12月16日8時45分遭清拆，由躉船把鐘樓上半部份移走。
鐘樓遺骸亦在一遍保留聲中被政府當作建築廢料被打碎並棄置於屯門堆填區。土木工程拓展署港島及離島拓展處處長馬利德稱，鐘樓殘骸已運往「填料區」作填海之用。他指鐘樓拆卸後有多個破孔，結構危險，無法復原。房屋及規劃地政局常秘劉吳惠蘭更呼籲保育人士「唔好再有任何遐想，呢個係殘酷事實」。其言論引起環保團體及保育人士強烈不滿。而其機件則在之前的12月12日送去了香港歷史博物館。12月18日，大鐘的製造商 Thwaites & Reed 派專家來港檢視從天星碼頭卸下來的機械鐘機件，提出參考維修方案。

### 重建研究
房屋及規劃地政局局長孫明揚在2007年1月曾表示已保存了舊天星鐘樓的鐘面、銅鐘及機械組件，並將會在適當的地點重建鐘樓及將銅鐘重新裝嵌。
規劃署在中環填海區城市設計研究中亦為新鐘樓地點及其設計概念進行研究。不過到2016年年底，政府並未為新鐘樓地點及其設計概念進行研究。

## 建築
愛丁堡廣場碼頭鐘樓是香港最後一個機械鐘樓，由 Edward John Dent 製造。其製造商 Thwaites & Reed 亦曾設計英國倫敦的大笨鐘。
至於奏出報時旋律的銅鐘，則是「西敏寺式」組合，包括一個直徑3呎3吋的報時銅鐘，及4個一組的音樂銅鐘。
大鐘每15分鐘報時一次：15分鐘喚4個音節，30分鐘8個音節，45分鐘12個音節；然後到了60分鐘，每一小時一聲響。

## 影響
有人認為愛丁堡廣場碼頭鐘樓的拆除影響深遠。由於示威人士的強烈不滿和堅決反對，激發起立法會及社會上也開始關注一些面臨清拆的建築例如皇后碼頭、域多利監獄F倉、中環街市、油麻地警署等。
面對社會上的種種文物保育潮，行政長官曾蔭權亦承諾指示民政事務局就文物建築保護政策諮詢公眾，研究有哪些建築物具足夠的保護價值。由此令不少人認為鐘樓拆除已喚醒了香港人對本土歷史及文化的意識。

## 外部連結
- 思網絡 SEE Network （页面存档备份，存于）（保育組織）
- 愛丁堡廣場碼頭鐘樓的鐘聲 （页面存档备份，存于） - YouTube
- 愛丁堡廣場碼頭鐘樓最後的鐘聲和響號告別 - YouTube
- 重組皇后碼頭及重建舊天星鐘樓設計概念 （页面存档备份，存于） - 規劃署：中環新海濱城市設計研究